# Marie-Angèle Hermitte
Pour les articles homonymes, voir Hermitte.
Marie-Angèle Hermitte est docteure en droit, directrice de recherche au CNRS en retraite, directrice d'études à l'École des hautes études en sciences sociales.

## Travaux
Membre du Haut-Conseil des Biotechnologies depuis sa création en 2008, membre du comité de déontologie de l'ANSES depuis 2010, elle est nommée en septembre 2013 au Comité consultatif national d'éthique.
Entre octobre 2006 et juin 2020, elle a été présidente d'honneur de l'association Doxa, qui a encadré le développement du logiciel Marlowe, défini comme un « sociologue numérique. »
Les travaux qu'elle a menés depuis les années 1970 sur différents fronts du droit ont fait d'elle une des pionnières du droit du vivant et du droit de l'environnement. Le regard qu'elle porte sur la fabrique du droit lui permet de montrer comment, sur de nombreux objets frontières, le droit est très souvent créateur de catégories ayant une portée ontologique ou épistémique, et pas seulement normative au sens étroit. Depuis ses premiers travaux, notamment en collaboration avec Bernard Edelman, spécialiste des questions de propriété intellectuelle, elle n'a cessé d'étendre ses domaines d'investigation aux frontières du droit, avec les plantes transgéniques, la transfusion sanguine, les transplantations d'organes, les embryons et les cellules souches, l'expérimentation animale, les alertes sanitaires, les ondes électromagnétiques, les nanotechnologies, les transhumanistes, etc. Son dernier ouvrage, réalisé sous forme d'entretiens avec Francis Chateauraynaud, Le Droit saisi au vif. Sciences, Technologies et formes de vie, raconte 40 ans de recherches sur des objets émergents, et il y est beaucoup question de brevetabilité du vivant, de biodiversité, de principe de précaution, d'expertise, de lanceurs d'alerte, de conférences de citoyens, autant d'objets qui travaillent fortement les relations entre droit et sciences depuis les années 1970.
En juillet 2013, elle a été nommée chevalier de la Légion d'honneur (sur proposition du ministère de l'Enseignement supérieur et de la Recherche).
En décembre 2013, Marie-Angèle Hermitte est choisie par la CNDP pour présider le comité d'organisation d'une conférence de citoyens centrée sur le projet d'enfouissement des déchets radioactifs dans la Meuse, projet dénommé Cigeo et porté par l'ANDRA .
En septembre 2018, Marie-Angèle Hermitte a participé à un séminaire à l'Université de Corse organisé par Olivier Clerc intitulé "Ethiques naturalistes et droit de l’environnement : d’une révolution conceptuelle à une refondation juridique ?". Il s'est agi de réfléchir à la possibilité de rédiger une charte de la nature en Corse.

## Décorations
- Chevalier de la Légion d'honneur Elle est faite chevalier le 12 juillet 2013[2].

## Distinctions et récompenses
- 1997 : Médaille d'argent du CNRS[3]